# B-boot
Een B-boot is een type roeiboot. Deze soort is een tussenvorm tussen de gladde boot (A-boot) en de C-boot.

## Eigenschappen
Een B-boot is smaller dan een C-boot maar breder dan een gladde boot. Dit type heeft net als een C-boot een buitenkiel. Daarentegen is het roer niet aan de achtersteven bevestigd maar aan de onderkant van de boot, zoals bij een gladde boot.

## Gebruik
Dit type is vrij zeldzaam, veel verenigingen beschikken niet of nauwelijks over dit type. Een B-boot kan een oplossing zijn bij het trainen, voordat men in een gladde boot wil gaan roeien. Daarnaast is een B-boot ook stabieler dan een gladde boot.